# Lycoperdon echinulatum
Lycoperdon echinulatum är en svampart som beskrevs av Berk. & Broome 1873. Lycoperdon echinulatum ingår i släktet Lycoperdon och familjen Agaricaceae.   Inga underarter finns listade i Catalogue of Life.